# 쓰쿠미시
쓰쿠미시(일본어: 津久見市)는 일본 오이타현의 동해안에 있는 시이다.

## 지리
현청 소재지인 오이타시에서 남동쪽으로 약 30km 떨어진 곳에 위치한다. 동쪽은 분고 수도와 접하고 분고 수도의 일부를 차지하는 쓰쿠미만을 세 방면으로 둘러싸는 형태이다. 쓰쿠미만 남쪽에 있는 요우라반도의 북반부와 북쪽에 있는 나가메반도의 남반부도 관할한다. 이외에 분고 수도상의 호토섬, 지무쿠섬, 오키무쿠섬도 관할한다.

## 인접하는 자치체
- 사이키시
- 우스키시

## 역사
크리스천 다이묘로 알려진 오토모 요시시게가 임종한 곳이다.
- 1889년 4월 1일 - 정촌제 시행으로 기타아마베군 쓰쿠미촌, 아오에촌, 시모우라촌, 히시로촌, 요호토촌이 성립하였다.
- 1892년 10월 28일 - 요호토촌이 요우라촌·호토지마촌으로 분할되었다.
- 1921년 1월 1일 - 쓰쿠미촌이 정으로 승격해 쓰쿠미정이 되었다.
- 1928년 4월 1일 - 아오에촌이 정으로 승격해 아오에정이 되었다.
- 1933년 4월 1일 - 쓰쿠미정·아오에정·시모우라촌이 신설 합병해 새로운 쓰쿠미정이 되었다.
- 1951년 4월 1일 - 쓰쿠미정·히시로촌·요우라촌·호토지마촌이 신설 합병해 쓰쿠미시가 되었다.

## 교통

### 철도
- 규슈 여객철도 닛포 본선

### 도로
- 히가시큐슈 자동차도
- 국도 217호선